# Aleksandra Karzyńska
Aleksandra Karzyńska (ur. 7 października 1927 w Krakowie, zm. 21 kwietnia 2021 w Warszawie) – polska aktorka teatralna, filmowa i radiowa.

## Życiorys
W 1950 roku ukończyła Państwową Wyższą Szkołę Teatralną im. Ludwika Solskiego w Krakowie. W latach 1950–1961 występowała na scenach krakowskich: najpierw w Teatrach Dramatycznych (do 1954 roku), a następnie w Teatrze im. Juliusza Słowackiego. Następnie przeniosła się do Warszawy, gdzie występowała w Teatrach: Klasycznym (1961–1972), Studio (1972–1976) oraz Kwadrat (1976–1986). Po przejściu na emeryturę powróciła do Krakowa, by w 2000 roku ponownie – ze względów osobistych – przenieść się do stolicy.
Oprócz występów w teatrze oraz filmach ważną dziedziną pracy artystycznej było radio. W latach 1949–1998 wystąpiła w ponad 130 audycjach Teatru Polskiego Radia. Ponadto przez 37 lat (od 1984 do 2021 roku) występowała w słuchowisku radiowym „Matysiakowie”, gdzie wcielała się w rolę Danki Grzelakowej-Będkowskiej. Pochowana na cmentarzu Rakowickim w Krakowie (kwatera FD-wsch.-3).

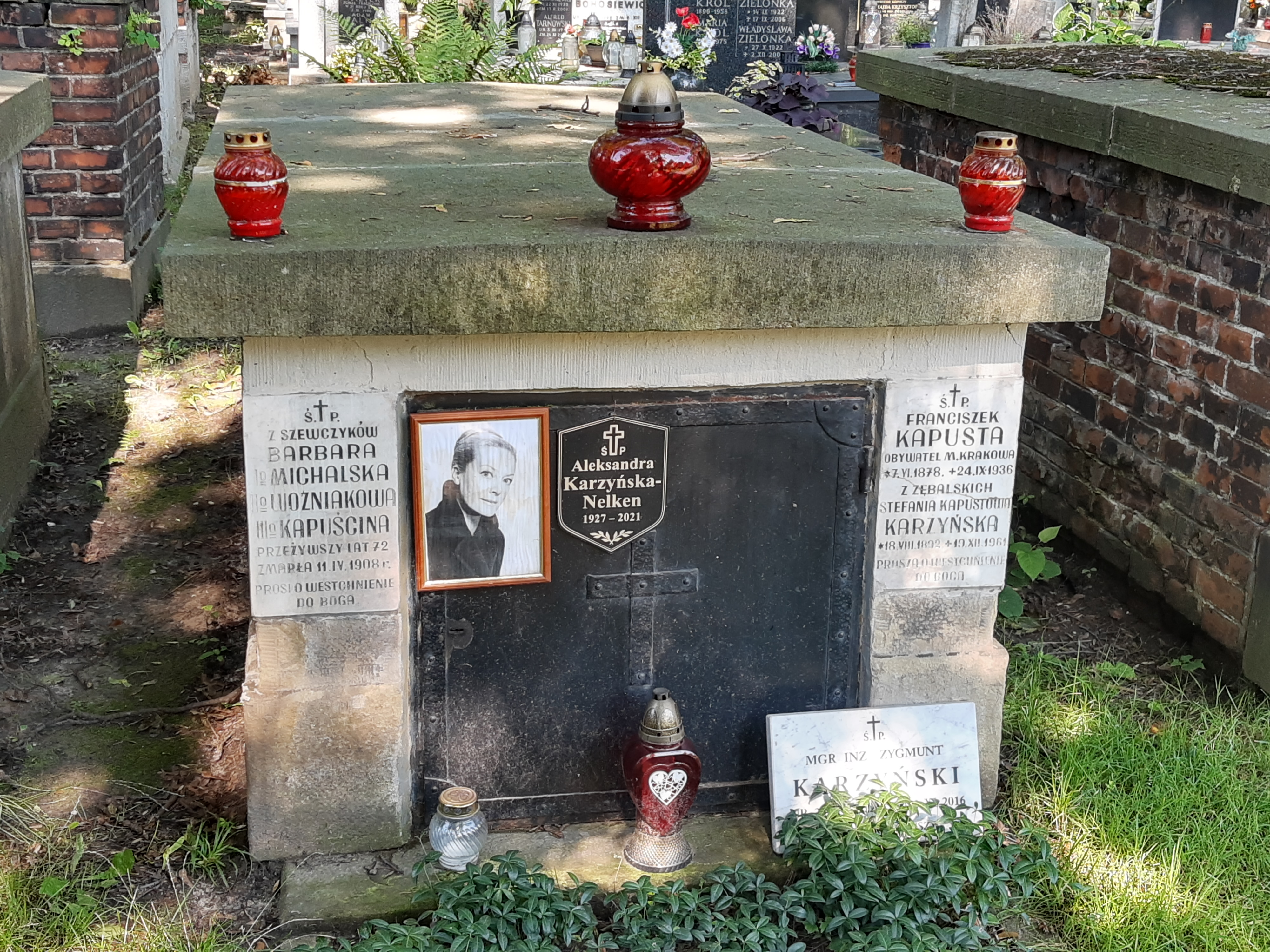
Grób Aleksandry Karzyńskiej na cmentarzu Rakowickim w Krakowie

## Filmografia
- Historia współczesna (1960) - lekarka
- Panienka z okienka (1964) - pani Flora, gdańszczanka
- Koniec naszego świata (1964) - SS-manka
- Miejsce dla jednego (1965) - Nowicka
- Ktokolwiek wie... (1966)
- Przeraźliwe łoże (Świat grozy) (1967) - Liza, siostra Jane
- Zielone, minione... (1976)
- Zaklęty dwór (1976) - hrabina Żwirska (odc. 1, 2, 4, 5, 6, 7)
- 5 dni z życia emeryta (1984) - odc. 1